# Moses Alexander
Moses Alexander (Obrigheim (Koninkrijk Beieren), 13 november 1853 – Boise (Idaho), 4 januari 1932) was een Amerikaans politicus. Hij was de 11e gouverneur van Idaho.

## Levensloop
Alexander werd geboren in een Joods gezin. In 1867 kwam hij naar de Verenigde Staten en vestigde zich in eerste instantie in New York. Een neef nodigde hem uit in Chillicothe in de staat Missouri. Alexander bleek een talent voor zaken te hebben en was veertien jaar mede-eigenaar van een winkel. 
In Chillicothe raakte Alexander betrokken bij de Democratische Partij. Hij werd in 1886 gekozen in de gemeenteraad van de stad. Een jaar later werd hij gekozen als burgemeester. Die rol vervulde hij vier jaar.
Alexander wilde in 1891 naar Alaska vertrekken, maar maakte een tussenstop in de stad Boise in Idaho. Hij zag hier genoeg kansen om een nieuw bedrijf te openen en zag af van zijn oorspronkelijke plan. Alexander opende meerdere kledingwinkels met de naam Alexanders in Boise en de omliggende plaatsen. Ook leidde hij het project voor de bouw van een nieuwe synagoge die in 1896 afkwam. Het is vandaag de dag de oudste nog in gebruik zijnde synagoge ten westen van de rivier de Mississippi.
Tijdens de verkiezingen van 1897 werd Alexander gekozen tot burgemeester van Boise. Hij zag twee jaar later af van herverkiezing, maar in 1901 stelde hij zich wel weer verkiesbaar en werd gekozen. In deze periode vormde hij de lokale brandweer om van een vrijwilligersorganisatie naar een organisatie met betaalde krachten. Ook voerde hij meerdere antigokwetten in.
Alexander werd in 1908 aangewezen als de Democratische kandidaat voor de gouverneursverkiezingen, maar verloor van de Republikein James H. Brady. Zes jaar later stelde hij zich opnieuw verkozen. Hij was een pleitbezorger van de droogleging en wilde de overheidsuitgaven beperken. Met dat programma versloeg hij de zittende Republikeinse gouverneur John M. Haines. Hij was tweede gouverneur van Joodse afkomst in de geschiedenis van de Verenigde Staten en de eerste die het Joodse geloof beleed (Washinton Bartlett die in 1887 in Californië gekozen werd tot gouverneur had een Joodse moeder, maar was niet praktiserend Joods. Kort voor zijn dood bekeerde hij zich tot het christendom).
Na zijn verkiezing als gouverneur maakte Alexanders meteen werk van de drooglegging. Tegelijkertijd kon hij niet verhinderen dat er in het illegale circuit veel in alcoholische dranken werd gehandeld. Zijn periode als gouverneur werd sterk beïnvloed door de Eerste Wereldoorlog. Zo zegde hij de steun van de staatsmilitie toe bij de strijd overzee en als onderdeel van de Pancho Villa-expeditie.
Alexander stelde zich in 1918 niet herkiesbaar. Wel was hij in 1922 de Democratische gouverneurskandidaat, maar eindigde die verkiezingen kansloos als derde.

## Persoonlijk
Alexander trouwde in 1876 met Hedwig Kaestner (1853-1949), een christelijke immigrant die zich bekeerde tot het jodendom. Samen kregen zij een dochter, Leha Alexander Spiro (1885-1979).